# Marais de Freeman
 (septembre 2023).

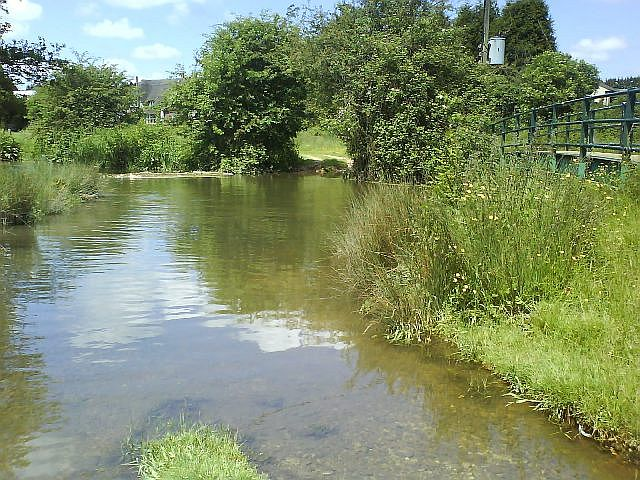
image du marais de Freeman

Le marais de Freeman (en anglais : Freeman's marsh) est un site d'intérêt scientifique particulier situé dans la paroisse civile de Hungerford dans le comté anglais du Berkshire.
Le site se compose de prairies naturelles, de marais et de roselières. C'est un site important pour l'hivernage et de la reproduction des oiseaux migrateurs. Il abrite également de nombreuses variétés florales rares dans le sud de l'Angleterre. Il est situé dans la plaine inondable de la rivière Dun, un petit affluent de la rivière Kennet et est bordé par le canal de Kennet et Avon. Il a été cité par English Nature en 1986, et fait également partie des sites d'une beauté naturelle exceptionnelle du North Wessex Downs.
Il y a des projets pour construire un complexe de marina et d'hôtel juste à côté du site, mais les impacts potentiels sur l'environnement (en particulier aux campagnols) ont conduit les locaux à s'y opposer,.